# 錦糸町
錦糸町（きんしちょう）は、東京都墨田区の南部に位置する商業地。錦糸町駅を中心とする副都心であり、東京城東地区の代表的な繁華街の一つである。

## 概要
東京都により「錦糸町・亀戸副都心」に指定されている。錦糸町駅にはJR総武線、東京メトロ半蔵門線が乗り入れる。
地名の由来は、現在のJR錦糸町駅の北口の北斎通りに位置していた「錦糸堀」から来ている。なお、錦糸堀の由来については「岸堀」が訛ったものと諸説あるが不明である（本所七不思議の「おいてけ堀」は錦糸堀のこととされる）。現在の町名では、駅北側が墨田区錦糸、南側が墨田区江東橋である（旧町名の「錦糸町」は1967年〈昭和42年〉の住居表示実施で消滅している）。墨田区随一の繁華街として賑わっており、おびただしい数の商業施設が集積している。また、周辺の横川や亀沢などは屋敷町としての歴史がある。

## 歴史
1657年（明暦3年）の明暦の大火は、江戸城を始め江戸の町の大半を焼失する大災害となった。幕府は大名屋敷や神社仏閣を郊外に移転するなど江戸の町を大改造する計画を立てた。その受け皿になったのが現在の墨田区や江東区などの城東地区である。碁盤の目のような町割りが敷かれ、同様に東西、南北に延びる運河も掘削され、水運を利用した物資の輸送を想定していた。
錦糸町は江戸と下総国を結ぶ街道が大横川や横十間川と交差する地点に近く、古くから物流の拠点として発展してきた。明治になって総武鉄道の駅が置かれたのも物資の輸送を重視していたからである。
2019年（令和元年）10月1日、東京都は錦糸町の繁華街一帯（錦糸の一丁目から四丁目、江東橋一丁目から四丁目）を暴力団排除条例に基づき暴力団排除特別強化地域に指定。地域内で、みかじめ料のやりとりや便宜供与などが禁止され、違反者は支払った側であっても懲役1年以下または罰金50万円以下の罰則が科されることとなった。
永らく「東京有数の歓楽街」というイメージが定着していたが、2019年に錦糸町駅南口にある東京楽天地のビルに若者向けの店舗が多数出店するパルコが進出し、再開発で駅北口の街の景観の整備が進むなど、「若者の街」のイメージが定着しつつある。イメージの変容は、北口の再開発の完了と2006年に「オリナス錦糸町」が開業したことなどによる商業街化、2003年の東京メトロ半蔵門線の全通が要因となっている。

## 施設

### 駅南口（江東橋）
- テルミナ（駅ビル）
- テルミナ3
- 丸井錦糸町店
- 楽天地ビル
  - TOHOシネマズ錦糸町楽天地（映画館）
  - 錦糸町PARCO（ショッピングセンター）
- 東京トラフィック錦糸町ビル
- ウインズ錦糸町（場外馬券売場）
  - 東館
  - 西館

#### 教育

##### 専門学校
- 東京環境工科専門学校

##### 中高一貫校
- 東京都立両国高等学校・附属中学校

##### 高等学校
- 精華学園高等学校 探求アカデミー東京校

#### 医療機関
- 東京都立墨東病院

#### 公共職業安定所（ハローワーク）
- ハローワーク墨田

#### 公園
- 墨田区立大横川親水公園

### 駅北口（錦糸・太平）
- テルミナ2
- ロッテシティホテル錦糸町（ホテル）
- アルカタワーズ錦糸町
  - 生活バリューモール アルカキット錦糸町（ショッピングセンター）
  - 東武ホテルレバント東京（ホテル）
  - すみだトリフォニーホール（コンサートホール）
- オリナス
  - オリナスモール（ショッピングモール）
    - TOHOシネマズ錦糸町 オリナス（映画館）

  - オリナススコア（ショッピングモール）
  - オリナスタワー（オフィスビル）
  - ブリリアタワー東京（タワーマンション）

#### 教育

##### 専門学校
- 学校法人立志舎
  - 東京・錦糸町キャンパス（アルカタワーズ校舎）
    - 専門学校日本鉄道&スポーツビジネスカレッジ21
    - 専門学校日本動物21
    - 東京ITプログラミング＆会計専門学校
    - 東京法律公務員専門学校

##### 高等学校
- 立志舎高等学校

##### 小学校
- 墨田区立錦糸小学校

#### 医療機関
- 賛育会病院

#### 公園
- 墨田区立大横川親水公園
- 墨田区立錦糸公園
  - 墨田区総合体育館

#### 郵便局
- 本所郵便局

## 駅周辺
錦糸町は、JR錦糸町駅によって南北に分けられる。

### 南口

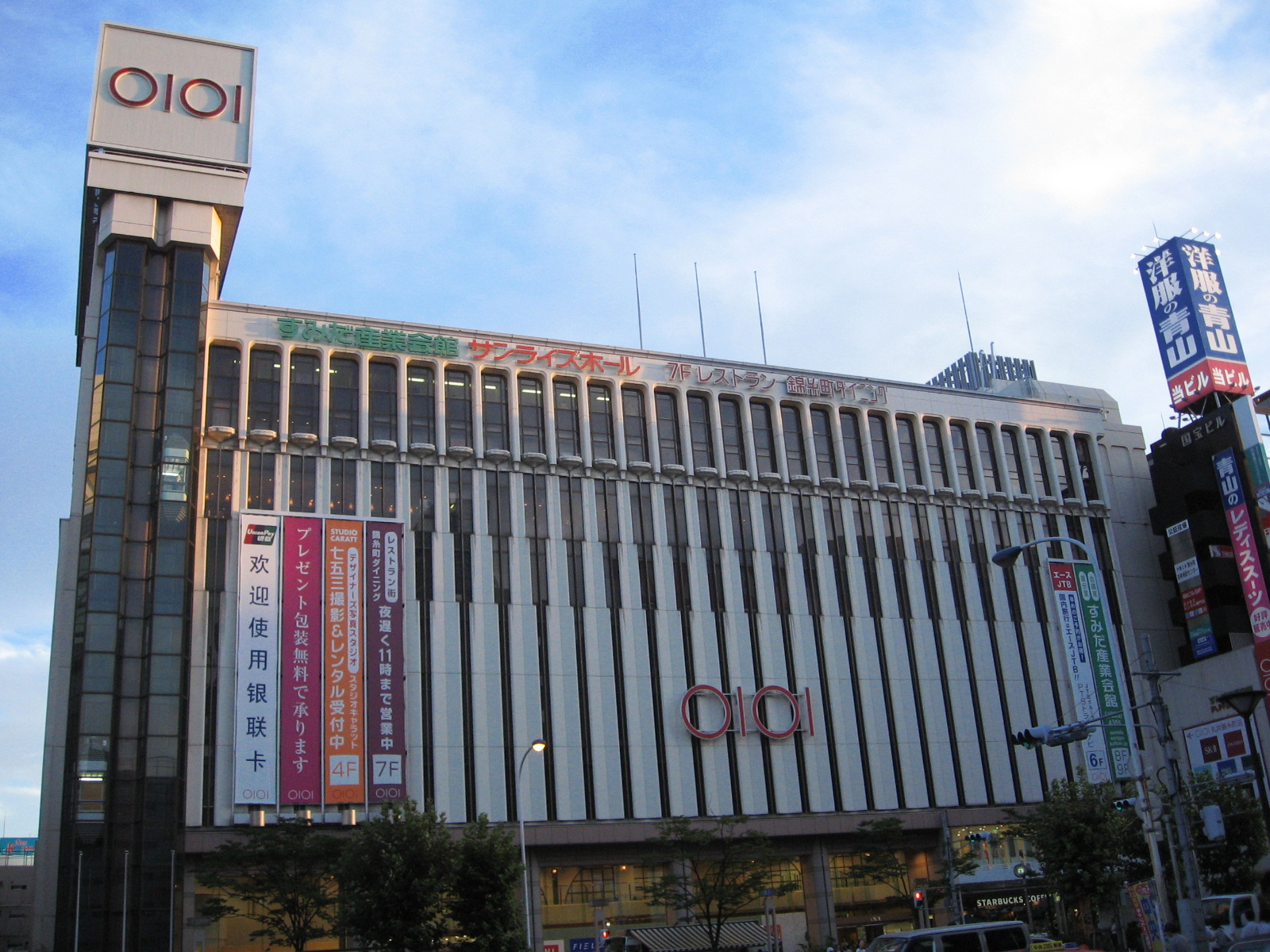
丸井錦糸町店

南口は、城東エリア最大の風俗街や飲食店街、場外馬券売り場 (WINS) があり、全般に猥雑な雰囲気がある。ファッションビルの丸井、駅ビルのテルミナには食品スーパーやヨドバシカメラなどがあり、多くの大規模小売店などが営業を行っている。24時間営業の食品スーパー西友を擁する大型店LIVINには、2019年3月16日に錦糸町PARCOが開業した。また、マグロのぶつ切りで有名な鮮魚店の魚寅も京葉道路を渡った丸井の並びにある。
駅左手の四ツ目通りを渡ったところにある楽天地には、映画館と天然温泉楽天地スパがある。また、国道14号（京葉道路）を松代橋方向に進み南に渡ると、花壇街の先に東京都立墨東病院がある。また両国橋方向に向かうとブレーキ博物館などがある。
1964年1月劇場公開の東宝映画『喜劇 駅前女将』に、駅前及び現在の丸井錦糸町店裏界隈が映っている。テルミナは当時「駅ビルきんし町」という名称であった。同年2月劇場公開の日活映画『美しい十代』には、同じ場所の他に四ツ目通りの商店街が映っている。

### 北口

北口に建立された『ECHO』

北口は近年再開発が進み、古くからの歓楽街である南口とは雰囲気を異にする。東武ホテルレバント東京（旧：東京マリオットホテル錦糸町東武）や、新日本フィルハーモニー交響楽団のホームであるコンサートホール「すみだトリフォニーホール」が並ぶ。また、「生活バリューモール」と称するショッピングセンターのアルカキット錦糸町（旧：錦糸町そごう）がある。
1964年2月劇場公開の日活映画『美しい十代』では、現在の北口側にあった貨物ヤードで撮影が行われている。1973年8月劇場公開の松竹映画『男はつらいよ 寅次郎忘れな草』には、かつてあった長崎橋付近から撮影された貨物ヤードが登場する。
夜間や休日などには、駅前の南口や北口では様々なジャンルのストリートミュージシャンの演奏を見ることもできる。オリナスの南側には錦糸公園に墨田区総合体育館があり、スポーツも盛んである。

## 行事
河内音頭を愛する評論家・朝倉喬司の活動に錦糸町の町内会有志が共感したことから、1986年から毎年8月末に河内から「音頭取り」を招き、盆踊り大会「錦糸町河内音頭大盆踊り」が開催されている。地元の人々が子どもから大人まで熱狂的に踊りまくるなど、新たな錦糸町名物となっている。

## 錦糸町を舞台とした作品

### 漫画
- 松田舞 - 『錦糸町ナイトサバイブ』（アフタヌーンKC）

## 錦糸町が登場する作品

### アニメーション作品
- A-1 Pictures - 『リコリス・リコイル』：他と同様、墨田区を中心に登場する。